# Diocèse de Tarbes
Le diocèse de Tarbes est un ancien diocèse français de la province ecclésiastique d'Auch supprimé en 1790. Il est remplacé par le diocèse de Tarbes et Lourdes.
|  |  |